# (5017) Tenchi
(5017) Tenchi ist ein Asteroid des Hauptgürtels, der am 18. Februar 1977 von den japanischen Astronomen Hiroki Kōsai und Kiichirō Furukawa am Kiso-Observatorium (IAU-Code 381) in Kiso am Berg Ontake entdeckt wurde.
Der Asteroid ist Mitglied der Hanskya-Familie, einer Gruppe von Asteroiden, die nach (1118) Hanskya benannt ist.
Er wurde nach Tenji (626–676) benannt, dem 38. Tennō, der 660 die erste Wasseruhr (Klepsydra) Japans schuf.